# Севмаш
ВАТ «Виробниче об'єднання „Північне машинобудівне підприємство“», або «Севмаш» (рос. Северное машиностроительное предприятие, "ОАО «ПО СЕВМАШ») — найбільший в Росії суднобудівний комплекс, єдина верф у країні, головне завдання якої — будівництво атомних підводних човнів для ВМФ. Завод з територією понад 300 гектарів поєднує у своїй структурі більше 100 підрозділів.
Засновником об'єднання є Федеральне агентство з управління федеральним майном.
Генеральний директор — Микола Калістратов.
У 2008 році ВАТ «ВО Севмаш» увійшов до переліку системоутворювальних організацій, затверджений урядовою комісією Росії з підвищення стійкості розвитку російської економіки.

## Історія
ВАТ "ВО «Севмаш» розташований на березі Нікольського рукава гирла Північної Двіни, що має прямий вихід в Біле море. Офіційною датою початку виробничої діяльності вважається 21 грудня 1939 — день закладення першого корабля, лінкора «Советская Белоруссия».
У роки Німецько-радянської війни будівництво заводу було припинено. Колектив забезпечував боєздатність кораблів Північного флоту і технічний стан транспортів союзників. У воєнні роки було відремонтовано 139 кораблів і суден, освоєно випуск баштових артилерійських установок, мінно-тралових продукції.
У 1944 році почалося відновлення обсягів суднобудівної програми. До середини 1950-х флоту були передані 23 великих морських мисливця, два крейсери, 20 есмінців, більше 30 різних судів цивільного призначення (без обліку добудови та капітального ремонту).
Перший досвід підводного кораблебудування завод отримав ще в роки війни, добудовуючи спільно з Балтійським заводом два підводні човни серії Л-XIII-38. До серійного будівництва підводних човнів підприємство приступило на початку 1950-х років. 14 травня 1954 в стапельного цеху 50 був закладений головний дизель-електричний підводний човен (ДЕПЧ) проекту 611. У розвиток серії 11 вересня 1955 ВМФ була переданий модифікований підводний човен проекту В611 — перший підводний човен з балістичними ракетами на борту. До кінця 1961 року підприємство завершило будівництво серії підводних ракетоносців проекту 629А, які стали вагомим аргументом в розгорнутій гонці морських стратегічних озброєнь. До 1962 року завод передав ВМФ 33 ДЕПЧ.
24 вересня 1955 в складально-стапельному цеху було закладено перший радянський підводний човен з атомною енергетичною установкою. 17 грудня 1958 головний корабель проекту 627, що отримав тактичний номер К-3, був прийнятий у дослідну експлуатацію. У 1967 році ВМФ був переданий перший радянський атомний підводний крейсер стратегічного призначення проекту 667А з 16 балістичними ракетами на борту. За п'ять років в дію було введено 24 атомних ракетоносця, завдяки чому було досягнуто паритет з США з морській складовій ядерних сил.
У 1972—1990 роках було побудовано 60 АПЧ 4-х модифікацій — проектів 667Б, 667БД, 667БДР, 667БДРМ. Кілька модернізацій пройшов і ракетний комплекс. У 1969 році на «Севмаші» був побудований перший у світі АПЧ з корпусом з титанових сплавів проекту 661. На випробуваннях він розвинув максимальну для підводних кораблів швидкість підводного ходу в 44,7 вузлів.
У середині 1970-х років була проведена найбільша реконструкція підприємства. Для побудови АПЧ третього покоління виробничі потужності «Севмашу» були подвоєні, зведений найбільший у Росії елінг. У 1980 році в новому цеху була побудована перший АПЧ третього покоління проекту 949, озброєний 24 протикорабельними крилатими ракетами.
У 1981 році ВМФ СРСР був переданий головний атомний підводний крейсер стратегічного призначення проекту 941, озброєний 20 міжконтинентальними балістичними ракетами. Цей підводний ракетоносець занесений в книгу рекордів Гіннеса як найбільший підводний човен у світі.
За проектом 941 на підприємстві було побудовано 6 кораблів. У 1983 році ВМФ переданий дослідний глибоководний титановий АПЧ проекту 685 з глибиною занурення до 1000 м — найглибоководніший бойовий АПЧ в історії підводного кораблебудування. У 2001 році завершено будівництво серії багатоцільових АПЧ проекту 971, у створенні яких впроваджені останні досягнення в зниженні гучності і підвищення скритності підводних човнів. До 2009 завод передав ВМФ 128 атомних підводних човнів.

### В незалежній Росії
Після розпаду СРСР «Севмаш» залишився єдиною верф'ю, що здійснює будівництво атомних підводних човнів для ВМФ Росії.
У 1993 році на «Севмаші» була закладена перший багатоцільовий атомний підводний човен проекту 885 «Северодвинск». Очікується, що підводний човен увійде до бойового складу ВМФ в 2010—2011 роках.
З 1996 року на «Севмаші» будувався атомний підводний човен «Юрій Долгорукий» проекту 955, типу «Борей». Цей корабель має бути оснащений стратегічним ракетним комплексом «Булава-М» з ядерними блоками індивідуального наведення, які здатні вражати цілі на відстані до восьми тисяч кілометрів.
Головний атомний підводний ракетоносець четвертого покоління «Юрій Долгорукий» був виведений з елінгу 15 квітня 2007. У 2009 році проводилися його випробування.
24 липня 2009 на «Севмаші» був закладений другий багатоцільовий атомний підводний човен (АПЧ) четвертого покоління проекту 885 (шифр «Ясень-М») «Казань».
У 2009 році головне командування ВМФ Росії ухвалило рішення про будівництво з 2011 року щорічно по одному атомному підводному човні.
На стапелі «Севмаша» будуються серійні кораблі «Олександр Невський» (закладений в 2004 році) і «Володимир Мономах» (закладений в 2006 році). Будівництво має завершитися до 2012. Субмарини цього проекту стануть основою морських стратегічних ядерних сил Росії в XXI столітті.
Підприємство розвиває військово-технічне співробітництво із закордонними державами. У 2003—2005 роках для ВМС Китаю було побудовано дві дизель-електричні підводні човни проекту 636. Для індійських ВМС за міжурядовою угодою переобладнано в сучасний авіаносець колишній російський важкий авіаносний крейсер «Адмірал Горшков». Корабель буде оснащений авіакрилом російського виробництва (термін здачі 2012—2013 рр).
«Севмаш» є провідним промисловим підприємством Архангельської області і містоутворювальним для міста Северодвинск. На підприємстві працює понад 25 тисяч чоловік.
Високі технології, закладені при будівництві атомного підводного флоту, ефективно використовуються в цивільному секторі виробництва. В останні роки освоєно виробництво цивільної продукції, і передусім морських платформ для розробки нафтогазових родовищ. Для «Севмаша» створення морської техніки для освоєння шельфових родовищ Арктики є пріоритетом у випуску цивільної продукції.
У 1996 році Указом президента Росії «Севмаш» як базове підприємство Державного російського атомного центру суднобудування було визначено генеральним підрядчиком зі створення морських нафтогазових споруд.
Інтеграція в нафтогазову індустрію обумовлена і вигідним географічним розташуванням підприємства: прямий вихід в Біле море, близькість до родовищ Арктики.
На замовлення ВАТ "Газпром" будується морська кригостійка стаціонарна платформа «Приразломная» для розробки нафтового родовища в Печерському морі. Унікальність її в тому, що платформа буде працювати у складних льодових умовах при температурі повітря до мінус 50°С.
У вересні 2007 року компанії Moss Mosvold Platforms AS (Норвегія) передана перша побудована на «Севмаші» морська напівзаглибна платформа типу MOSS CS-50. У 2008 році зарубіжному замовникові була здана друга подібна платформа.
У перспективі завод готовий до створення великих інженерних об'єктів для освоєння Штокмановського газоконденсатного родовища і модулів заводу зі скраплення природного газу для родовища півострова Ямал.
На «Севмаші» виготовлено обладнання для єдиної в Росії Кислогубської припливної електростанції. Експериментальний енергоблок, побудований в 2006 році, оснащений унікальною ортогональною гідротурбіною, яка не міняє напрямок обертання під час припливів і відпливів. У 2007 році енергоблок відбуксували до узбережжя Баренцева моря, встановили на Кислогубську ПЕС і пустили в експлуатацію. У 2009 будується енергоблок для Соловецької гідростанції, почалися роботи з Кольської і Мезенської ПЕС.
Науково-дослідний технологічний випробувальний центр «Севмаша» проводить технічну діагностику, фізико-хімічний аналіз, дослідження фізико-механічних властивостей матеріалів, металознавство, неруйнівний контроль. На підприємстві існує добре налагоджена система технологічної підготовки виробництва, яка визначає мінімально необхідний склад організаційної та технологічної документації в забезпеченні будівництва кораблів, розроблена документація, виготовлені і атестовані стенди для проведення випробувань.
Відповідно до Указу Президента Росії 1 червня 2008 підприємство перетворено з ФГУП у ВАТ, а пізніше увійшло до складу ВАТ «Північний центр суднобудування і судноремонту». У свою чергу, ця структура входить до ВАТ «Об'єднана суднобудівна корпорація».

## Нагороди і відзнаки
Підприємство нагороджувалося Орденом Трудового Червоного Прапора (1963), Орденом Жовтневої революції (1971), тричі Орденом Леніна (1959, 1976, 1984).
У 2006 році підприємству було оголошено подяку президента Росії за великий внесок у розвиток суднобудування та створення нових зразків спеціальної техніки.